# Maumaupaki

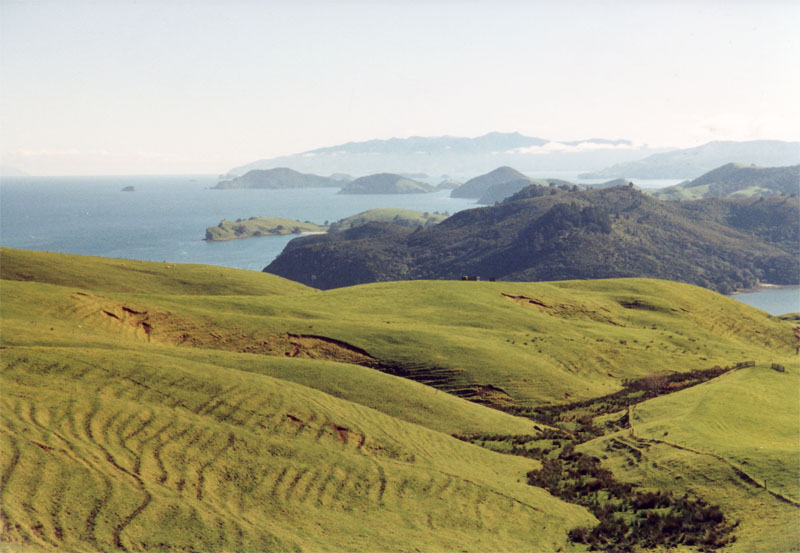
Półwysep Coromandel

Maumaupaki – góra o wysokości 819 m w Nowej Zelandii, na Wyspie Północnej. Znajduje się w paśmie Coromandel Range, na półwyspie Coromandel. Góra oddalona jest o około 40 km od miasta Thames.